# Wolpmann’sches Haus

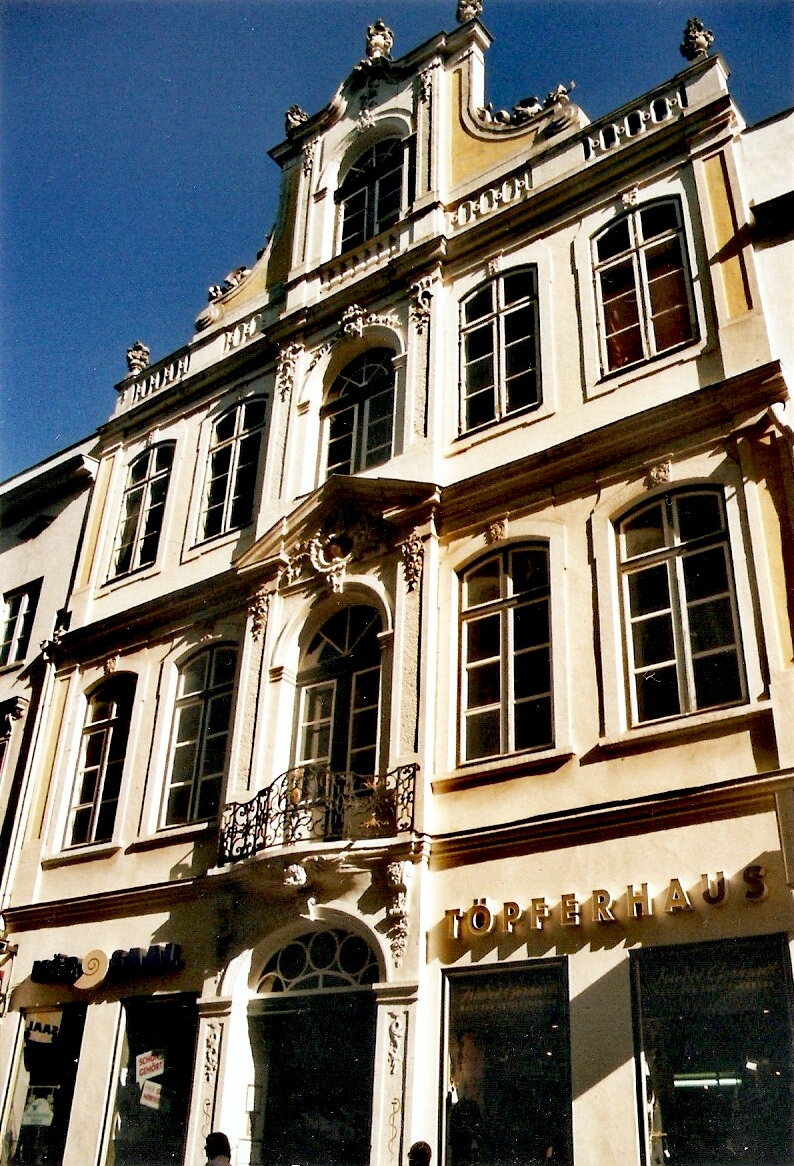
Das Wolpmann’sche Haus

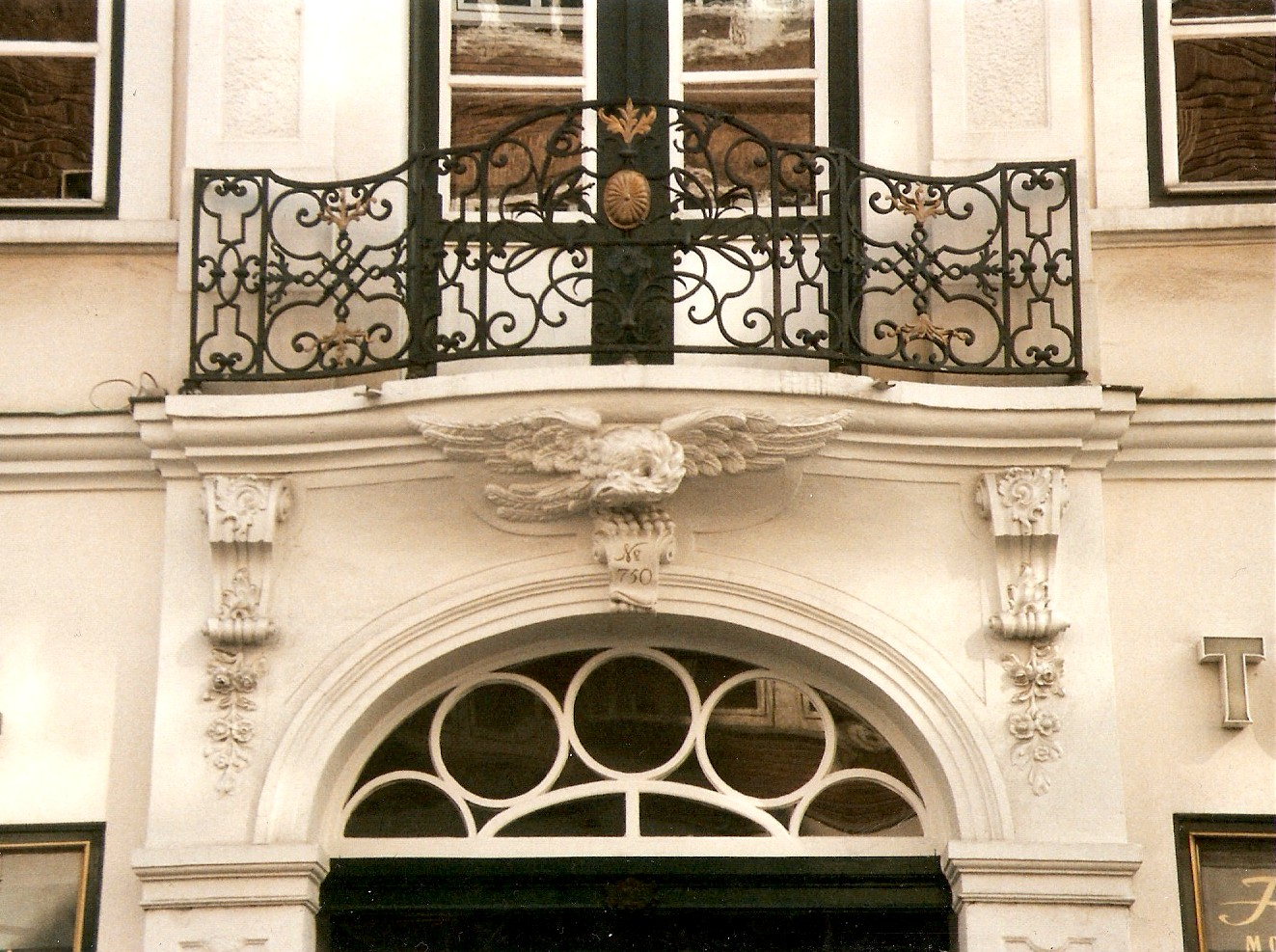
Detail: Balkon

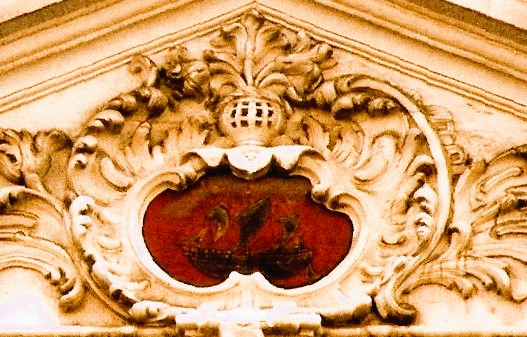
Wolpmann’sches Wappen

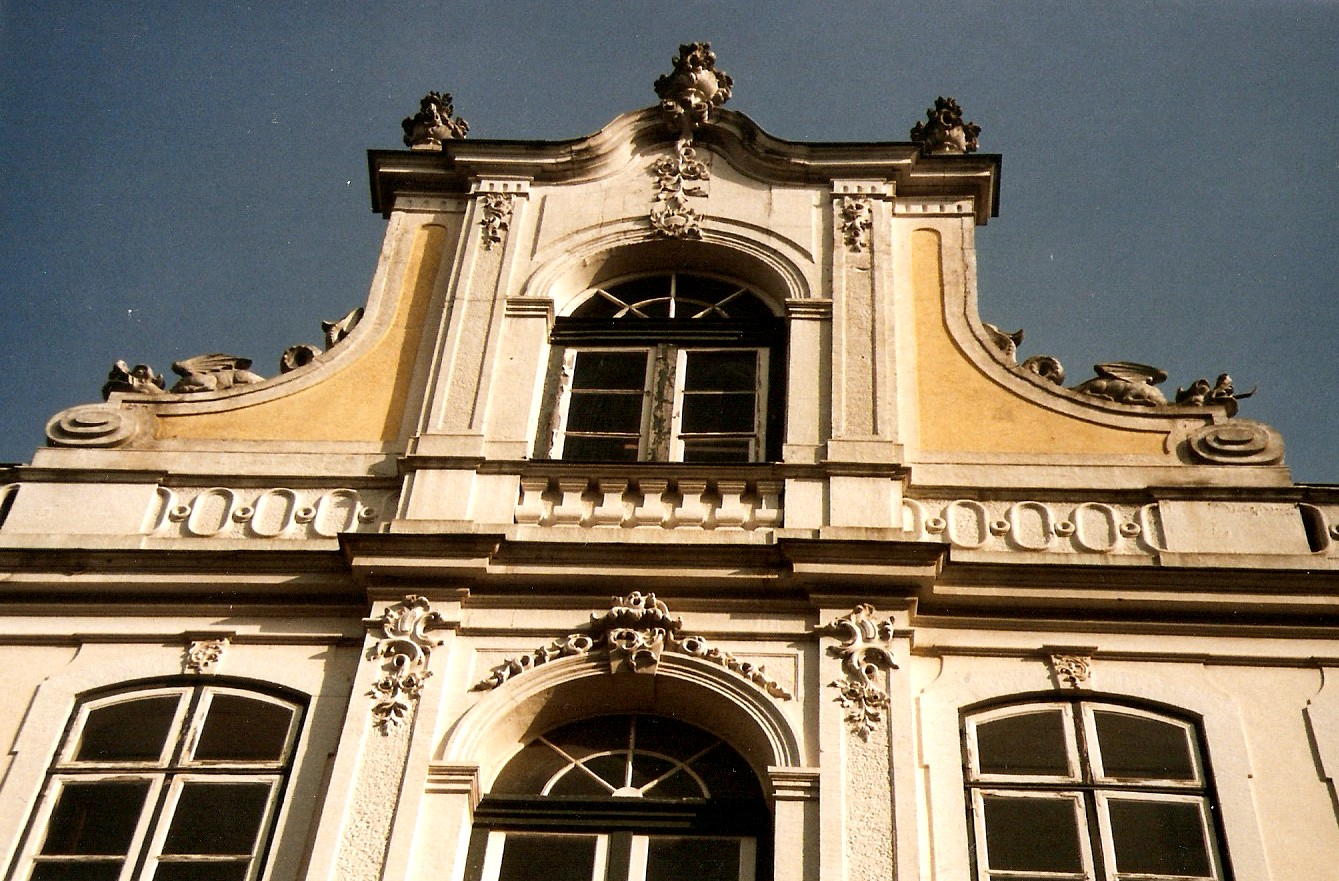
Detail: Giebel

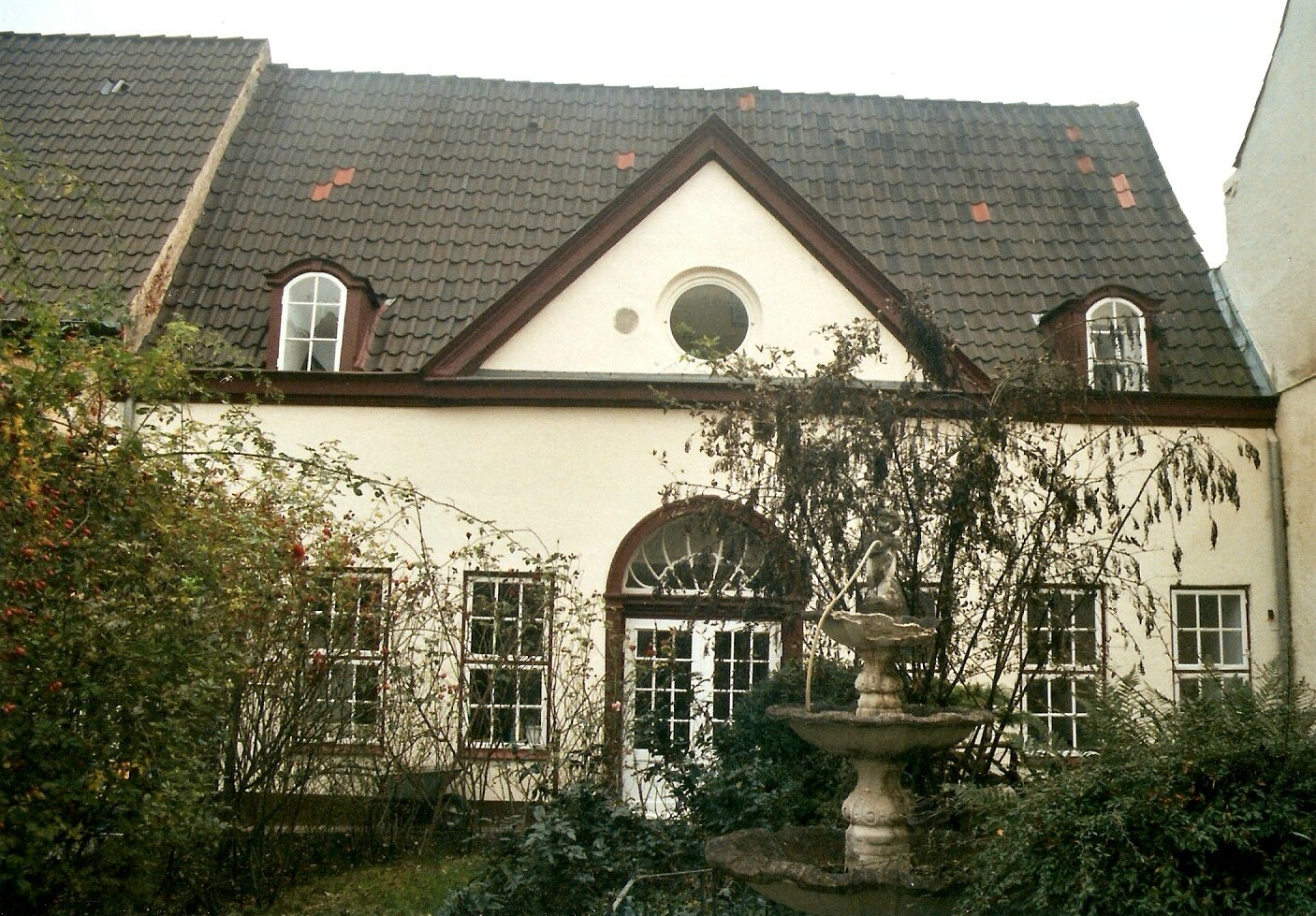
Ehemalige Stallungen

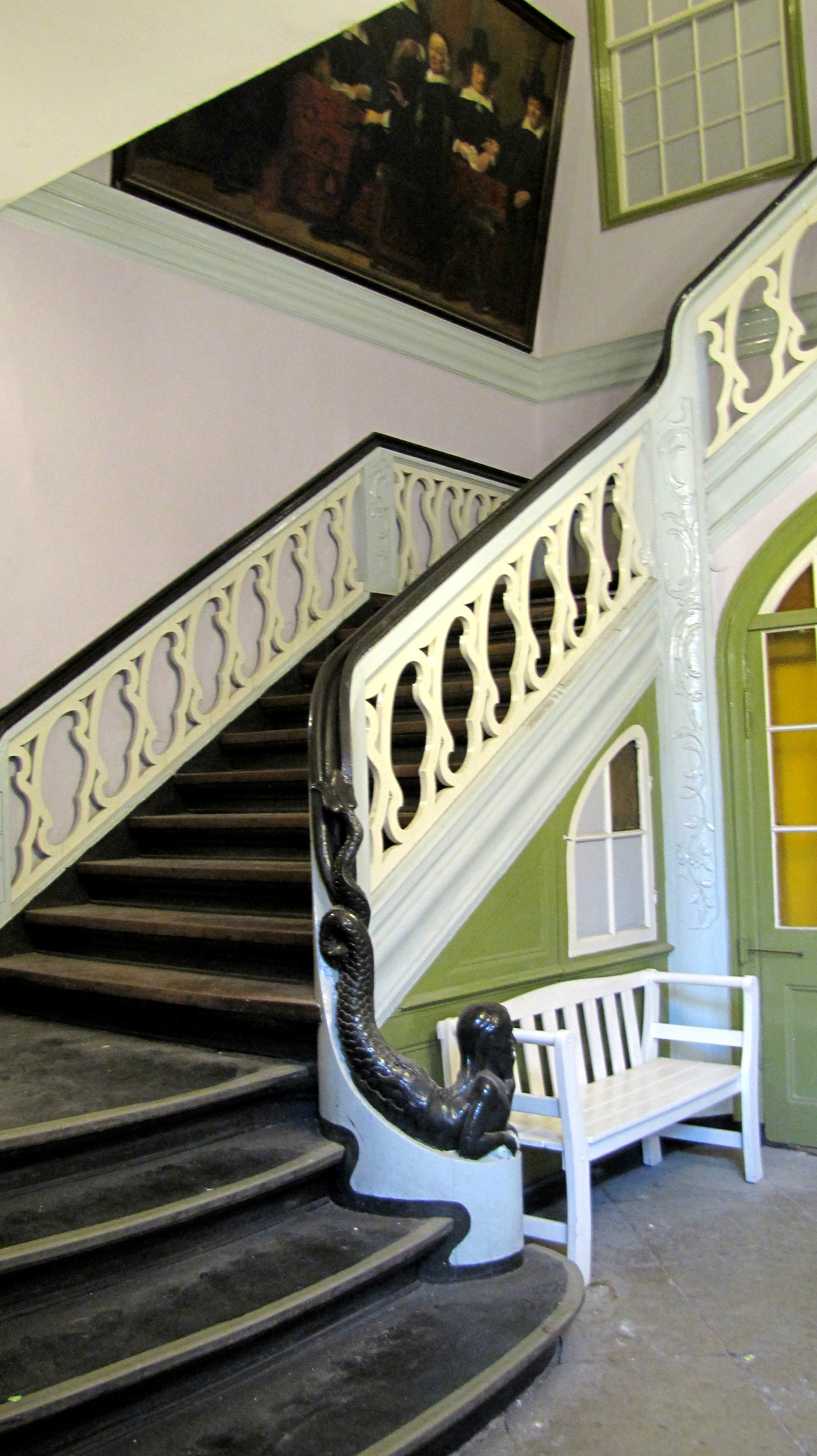
Treppenhaus

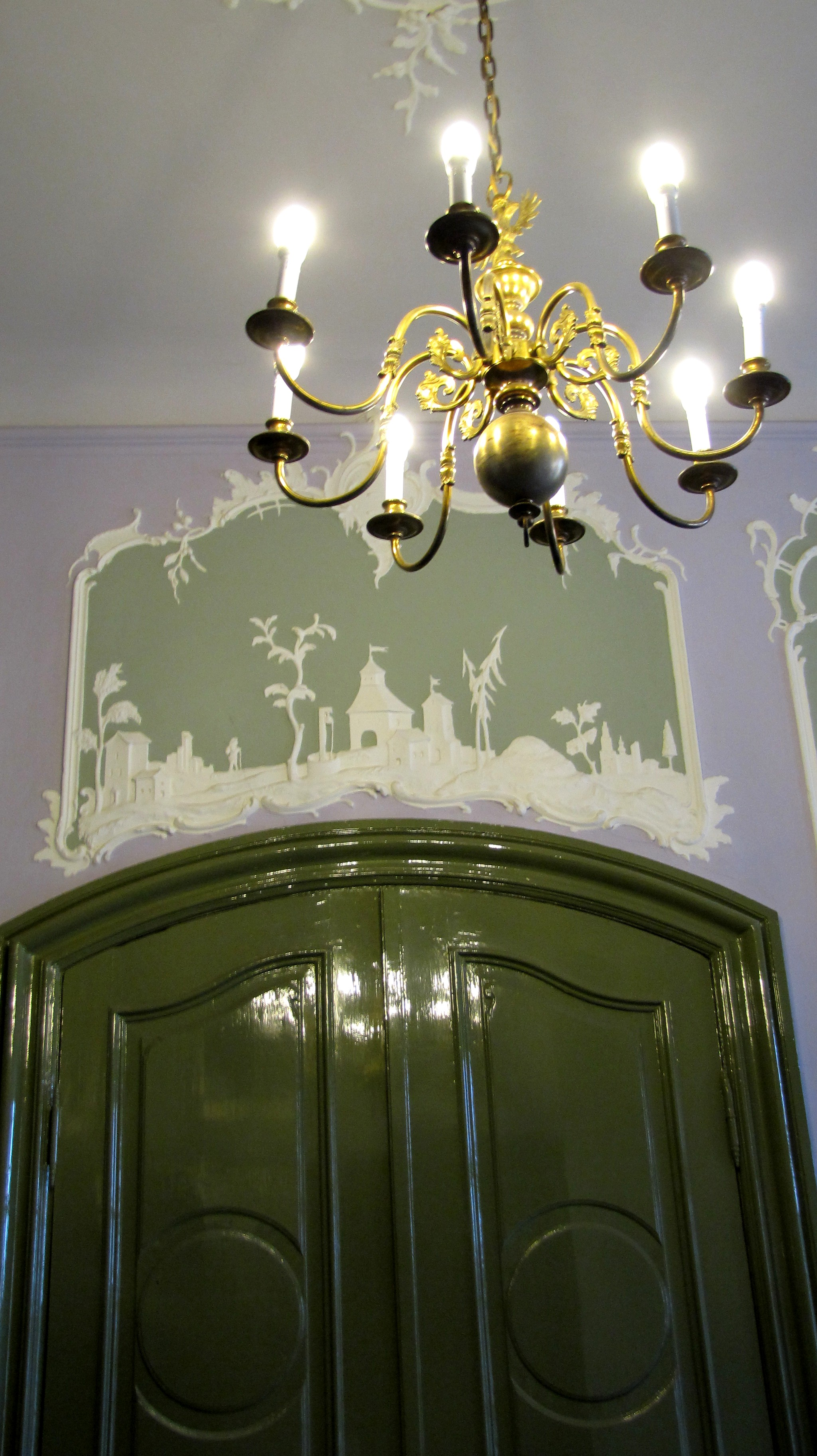
Supraporte im 1. Obergeschoss

Das Wolpmann’sche Haus in der Königstraße Nr. 81 in Lübeck ist das prächtigste Lübecker Haus aus dem Rokoko und ein denkmalgeschütztes Bauwerk.

## Geschichte
Das Grundstück ist 1289 erstmals urkundlich erwähnt und war 1392 bis 1496 Eigentum der Patrizierfamilie Segeberg. In den folgenden 140 Jahren wechselte das Haus mehrfach den Besitzer. 1634 kaufte es der Syndicus Benedikt Winkler, er, sein Sohn, der spätere Lübecker Bürgermeister Anton Winckler, und dessen Nachkommen bewohnten das Haus länger als ein Jahrhundert.
Das im Schlussstein des Portals des Hintergebäudes ausgemeißelte Jahr 1768 ist dasjenige, in dem der Kaufmann Johann Christian Blohm das Grundstück von der verwitweten Geheimrätin Sophia Carolina Winckler, geb. v. Friesendorf, erworben hatte, um den Neubau darauf auszuführen. Wohl zu diesem Zwecke nahm er im folgenden Jahr eine Hypothek von 9.000 Lüb. Courantmark von den Ältesten der Nowgorodfahrer auf. Einer mit den sonstigen Tatsachen im Einklang stehenden Überlieferung des Hauses zufolge war 1773 der Bau beendet, der nicht wie in so vielen Fällen als Umbau, sondern in der Tat als völliger Neubau ausgeführt wurde.
Von Johann Christian Blohm, den gleichnamigen Sohn des 1806 verstorbenen Erbauers des gegenwärtigen Hauses, kaufte es 1811 der Kaufmann Nikolaus Herrmann Müller. Nach dessen Tode 1842 wurde es im Schütting meistbietend verkauft für 17.005 Courantmark an Joh. Christ. Wilh. Rothe, dem Inhaber der ehemaligen Mühle neben dem Johanniskloster, der es im folgenden Jahre bezog und mit seinem Schwiegersohn Johann Andreas Wolpmann die Firma des Hauses begründete. Seine Söhne, Emil und Carl Heinrich, wuchsen hier auf. Im Jahre 1876 erwarb es dessen ältester Sohn.
Im Jahre 1919 ging das Haus in das Eigentum der OHG J. A. Wolpmann über. Der Teilhaber der Offenen Handelsgesellschaft, Friedrich Kuchenbrandt, wohnte 1924 im Geschoss über dem zu Geschäftszwecken dienenden Erdgeschoss und wurde 1936 Eigentümer des Hauses. Nachdem Otto Hermann Hoffmann das Haus 1954 kaufte, verkaufte er es vier Jahre darauf an den Apotheker Hans Venzlaff, der linksseitig im Erdgeschoss die Kronen-Apotheke einrichtete.
Die Apotheke wurde 2009 aufgegeben, ebenso im Folgejahr die Arztpraxis in der ehemaligen Stallung.

## Baubeschreibung
In den frühen 1920er-Jahren wurden zwei annähernd aus derselben Zeit entstammende Giebel aus der Zeit wieder zu alter Schönheit erweckt. Die Fassade des Wolpmann’schen Hauses ist allerdings prachtvoller als die der ehemaligen Musikalienhandlung Ernst Robert in der Breite Straße 29.
Die Fassade des 1773 vollendeten Wolpmanschen Hauses ist die reichere der beiden und hat noch den Vorzug, dass die Nachbarhäuser (Nr. 79, 83 und 85) in ihrer schlicht zurückhaltenden Gestaltung sich ihr unterordnen und so ihre Wirkung im Straßenbild steigern. Die Erhaltung des alten Erdgeschosses fiel später der Veränderung durch Läden zum Opfer. Über der Rustika des Letzteren erheben sich zwei Obergeschosse, flankiert von Lisenen mit verputzten sich Füllungen und von kräftigen Gesimsen getrennt. Die Mitte der Fassade ist leicht vorgezogen und in einer für Lübeck ungewöhnlich reichen Ausbildung betont: Über dem Portal ein auf einem Adler und Konsolen ruhender Balkon mit schmiedeeisernen Gitter, das Gesims über der Balkontür von einer giebelförmigen Verdachung und einer Wappenkartusche, in der jetzt das Schiff des Wolpmannschen Wappens aufgemalt ist, unterbrochen, die seitlichen Pilaster und die Schlusssteine mit Rokokoornamenten geschmückt. Als Abschluss der Fassade über einer Galerie ein in bewegtem Umriss komponierter Giebel, auf dessen seitlichen Abschweifungen Drachen gelagert sind. Giebel und Eckpostamente der Galerie sind mit Vasen bekrönt. Die Schmuckformen, Gesimse und Rahmen sowie der gesamte Mittelrisalit bestehen aus Obernkirchener Sandstein (dem sog. Bremer Stein), das Übrige ist verputzt. Bei der Instandsetzung genügte eine Abscharrierung der Hausteinteile und Erneuerung des Verputzes. Die ursprüngliche Gesamtwirkung der Fassade dadurch vervollständigt, dass die Putzflächen im ockerfarbenen Ton gehalten wurden, von dem sich die hellen Sandsteinteile und Rahmen abheben.
Die Fassade des Wolpmannschen Hauses ist in Lübeck das formvollendetste und zugleich wohl späteste Beispiel einer Rokokofassade; wenige Jahre später leitet die im Vergleich zu jener schon kahl zu nennende Zopffassade des Hauses der Zirkelkompanie, Königsstraße 21, über zum Klassizismus, der mit dem Behnhaus (1779–1783) seinen Einzug in Lübeck hielt.
Glücklicherweise entging das Wolpmann’sche Haus sowie die schon erwähnten, mit ihm eine Gruppe bildenden Nachbarhäuser Nr. 79, 83 und 85 der damaligen Bauflucht zur Verbreiterung der Königstraße. Die anderen Häuser wurden bei etwaigen Neubau bis in die neue Flucht zurückgerückt bzw., wie zwischen Johannis- und Hundestraße geschehen, auf sie zurückgebaut.
Aus der Bauzeit der Fassade rührt auch das Innere des Hauses, das bereits 1919 nach seiner Benutzung für militärische Zwecke während des Ersten Weltkriegs instand gesetzt wurde. Die innere Ausgestaltung der Räume ist fast vollständig erhalten. Die jetzt durch eine neue Glastür vom Vorflur abgetrennte Diele, auf der noch die immer seltener werdenden zugehörigen Wandschränke stehen, ist im Gegensatz zu den älteren Anlagen mit Zwischengeschoss und auch zu der zweigeschossigen Diele des Behnhauses bereits in Erdgeschosshöhe durchgeteilt. Von den beiden neben dem mittleren Eingang gelegenen Vorderzimmern war im rechten eine Stuckdecke, die in graziösen Rokokokartuschen die Embleme der vier Jahreszeiten und in der Mitte in Wolken schwebende Putten mit einem Fruchtkorb zeigte. Eine der schönsten Lübecker Dielentreppen führt über der rechts ehemals eingebauten Küche in dreiarmigen Lauf nach oben. Ein bärtiger Wassermann und eine Meerjungfrau, in Vollrund geschnitzt, liegen neben den Antrittsstufen auf den niedrigen Abläufen des Geländers, dessen Handleisten in die Fischschwänze dieser Figuren übergehen. Das mit Rokokostuckaturen geschmückte Obergeschoss der Diele öffnet sich nach der Treppe zu. Die Stuckaturen zeigen über den Türen Phantasielandschaften im Chinoiserie-Stil.
Eine besondere Merkwürdigkeit dieses Obergeschosses bildet das schmale über dem Eingang gelegene Balkonzimmer. Es ist in einem hölzernen, als gestirnter Himmel bemalten Tonnengewölbe gedeckt, und die Wände sind mit einer Holzverkleidung versehen, die von breiten Pilastern gegliedert wird und mit teils geschnitzten, teils stuckierten Vasen, Rosengehängen und Emblemen der Jagd, Fischerei und Musik geschmückt ist. Die Ausführung in kräftigem Relief, zum Teil in herb naturalistischem Vollrund, sowie die schon ziemlich steife Stilisierung im Gegensatz zu den, noch die ganze Frische und Anmut des Rokoko zeigenden Stuckaturen und ebenso der Pilastergliederung, lassen die kannelierten Türpfosten und die Deckenbildung bereits als klassizistisch (Louis XVI.) erscheinen. Diese Raumausstattung wird somit erst einige Zeit nach Fertigstellung des Hauses, etwa in den 1780er Jahren, eingebaut worden sein. Die mehrfachen Beschädigungen der teils geschnitzten, teils in Stuck angetragenen Verzierungen sind bei der Instandsetzung nach dem Ersten Weltkrieg in dezenter Weise ausgeglichen. Nach der in der Familie Wolpmann bestehenden Überlieferung hatte der Erbauer einst die Absicht, auch die übrigen Haupträume des ersten Obergeschosses in dieser Weise auszustatten, musste aber der Kosten halber darauf verzichten.
Dagegen weist der später als Kontor eingerichtete Erdgeschosssaal des an der rechten Hofseite angebauten Flügels noch den übrigen entsprechende Rokokostukkaturen an der Decke und den beiden Ofennischen aus. Anstatt des im 20. Jahrhundert vorhandenen und zu jener Zeit wenig passenden dunkelgrünen Anstrichs besaß dieser Saal einst eine Tapete mit Chinoiserien.
An diesen Saal grenzt ein mit Hintergärtchen gelegenes Zimmer, und hinter diesem Garten bildet ein mit einem Spitzgiebel versehenes Stallgebäude den Abschluss des ganzen Grundstücks. Aus der Jahreszahl 1768 im Schlussstein des rundbogigen Portals erfahren wir, dass dieses Hinterhaus einige Jahre früher als das Vordergebäude erbaut ist. Hinter diesem Portal ist in den früher eigentlichen Stallraum ein Gartenzimmer eingebaut, wie ja derartige Gartenpavillons in Lübeck allgemein unter der Bezeichnung „Portal“ beliebt waren.
Ursprünglich enthielt dies Hinterhaus nach einer Eintragung im Oberstadtbuch aus dem Anfang des 19. Jahrhunderts Stallung für vier Pferde. Der Garten wird aber schon damals als Lustgarten erwähnt, und wenn die Familie im Sommer aus dem Obergeschoss in die Erdgeschossräume übergesiedelt war, wie es noch zur Zeit, als die Familie Wolpmann das Haus bewohnte, üblich war, so muss der Aufenthalt in diesem stillen Gartenwinkel oder in dem vom Verkehr abgelegenen Hinterzimmer des Flügels bei nach dem Gärtchen geöffneter Tür ein besonders angenehmer gewesen sein.
Seit 1966 steht das gesamte Gebäude unter Denkmalschutz. Das Erdgeschoss erhielt 1979 (links) und 1984 (rechts) neue Schaufenster.

## Verweise

### Archive
- Stadtarchiv der Hansestadt Lübeck